# Rochedo Telish
O Rochedo Telish (em búlgaro:  скала Телиш, ‘Skala Telish’ ska-'la te-'lish) é a ilhota fora da costa do sul da Ilha Livingston nas Ilhas Shetland do Sul, Antártica situada a 400 m (437 yd) sul do Cabo Elefante e 3 km (1,86 mi) a noroeste pelo oeste dos Rochedos Enchantress.  Se estendendo a 300 por 180 m (328 por 197 yd).  A área foi visitada por caçadores de foca do início do século 19.
A ilhota recebeu o nome do assentamento de Telish na Bulgária do norte.

## Localização
O Rochedo Telish está localizado em 62° 41′ 53″ S, 60° 52′ 08″ O.  (Mapeamento britânico foi feito em 1968, chileno em 1971, argentino em 1980, espanhol em 1993 e búlgaro em 2005, 2009 e 2010.

## Mapa
- L.L. Ivanov. Antarctica: Livingston Island and Greenwich, Robert, Snow and Smith Islands. Scale 1:120000 topographic map.  Troyan: Manfred Wörner Foundation, 2009.  ISBN 978-954-92032-6-4

## Ligações Externas
- Rochedo Telish.